# Verum (naturreservat)
Verum är ett naturreservat nära byn Verum i Hässleholms kommun i Skåne län.
Området är naturskyddat sedan 2015 och är 16 hektar stort. Det består av ädellövskog, betesmarker, mader och barrsumpskog längs Vieån.